# Акопян, Ваагн Владимирович
Ваагн Владимирович Акопян (арм. Վահագն Վոլոդյայի Հակոբյան, 16 июля 1948, село Норадуз, Нор-Баязетский район, Армянская ССР) — армянский государственный деятель.

## Биография
Родился в селе Норадуз Нор-Баязетского района Советской Армении (ныне село в составе Гегаркуникской области Республики Армения).
- 1965—1970 — Ереванский политехнический институт. Инженер по радиоэлектронике.
- 1970—1977 — работал инженером-технологом, начальником отдела, заведующим лаборатории, главным технологом ПО «Диполь» в Камо.
- 1977—1987 — начальник отдела комитета Компартии Армении района имени Камо, второй секретарь.
- 1987—1991 — был губернатором района им. Камо.
- 1991—1995 — депутат Верховного совета Армянской ССР.
- 1995—1998 — депутат парламента Республики Армения. Член постоянной комиссии по государственно-правовым вопросам. Беспартийный.
- 1998—2003 — был марзпетом (губернатором) Гегаркуникской области.